# Castelo Frankenstein

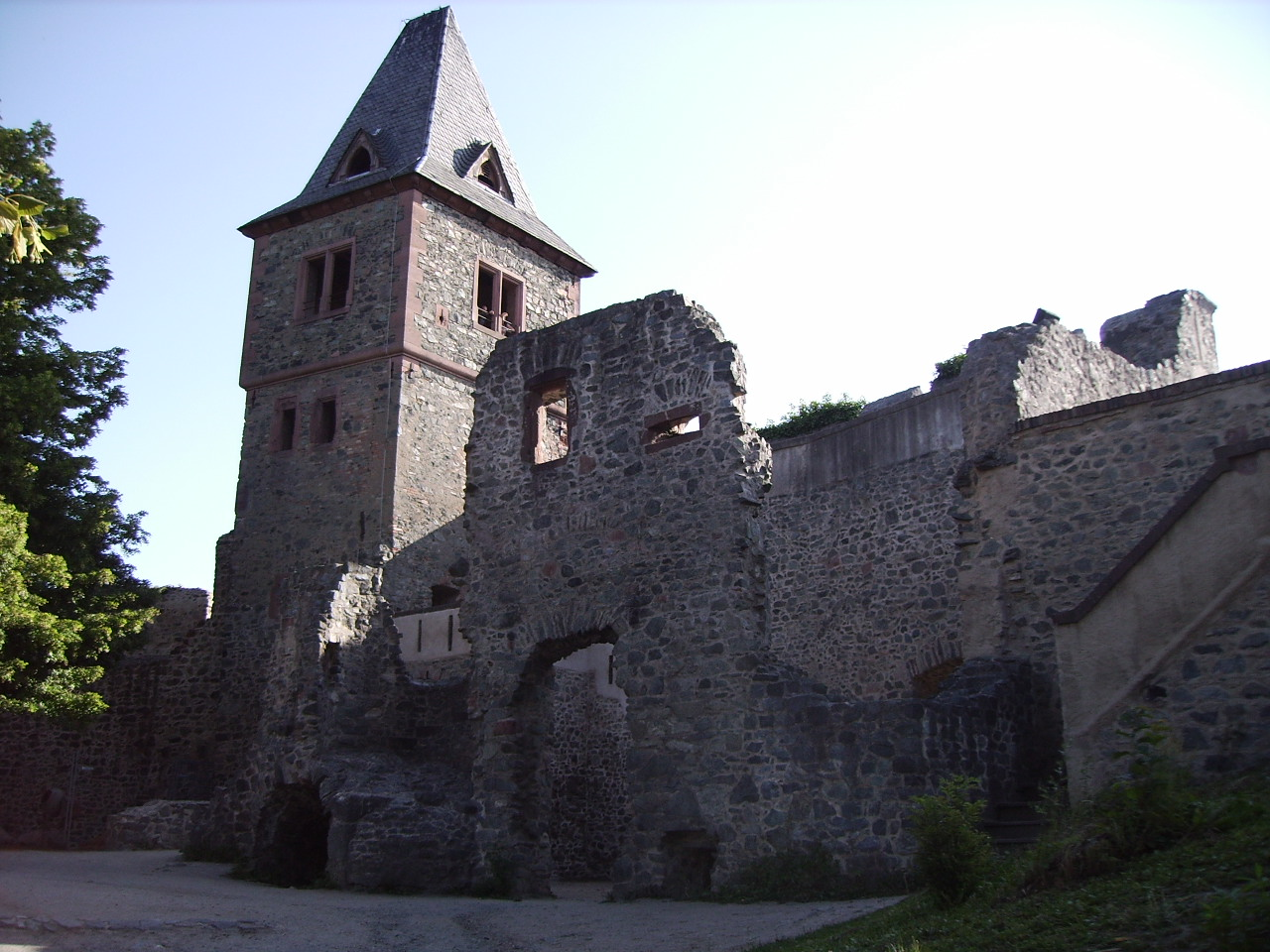
Castelo Frankenstein, Alemanha.

O Castelo Frankenstein (em alemão: Burg Frankenstein) é um castelo no topo de uma colina nas montanhas de Odenwald com vista para a cidade de Darmstadt na Alemanha. Acredita-se que este foi o castelo de serviu de inspiração a Mary Shelley quando escreveu o seu romance gótico "Frankenstein" em 1818.

## Localização
O Castelo de Frankenstein fica no sul de Hesse, na Alemanha, na cordilheira de Odenwald a uma altura de 370 metros, perto dos arredores sul da cidade de Darmstadt. É um dos muitos castelos históricos situados ao longo do Roteiro Bergstraße de Hesse, também conhecido pelas suas vinhas e clima ameno.

## Origem do nome Frankenstein
Frankenstein é um nome alemão formado por duas palavras: os Francos são uma tribo alemã e "stein" significa "pedra". Assim, o significado de Frankenstein é "Pedra dos Francos". A palavra "stein" é utilizada frequentemente em nomes de paisagens, locais e castelos na Alemanha. Por isso, o nome "Frankenstein" é bastante comum para um castelo nesta região.

## História

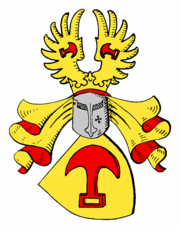
Brasão de armas da Família Frankenstein.

Antes de 1250, o Senhor Conrad II Reiz de Breuberg construiu o Castelo de Frankenstein e, posteriormente, passou a utilizar o apelido de von und zu Frankenstein. O primeiro documento que prova a existência do castelo é datado de 1252 e tem o seu nome. Foi ele o fundador do baronato imperial independente de Frankenstein, que estava apenas sugeito à jurisdição do sacro-imperador e possuía terras em Nieder-Beerbach, Darmstadt, Ockstadt, Wetterau e Hesse. Além disso, os Frankenstains tinham outras posses e direitos de soberania como burgraves em Zwingenberg (Auerbach (Bensheim)), Darmstadt, Groß-Gerau, Frankfurt am Main e Bensheim. É provável que a colina onde o castelo foi construído tivesse sido ocupada por outro castelo do século XI, que ficou em ruínas depois de o Castelo de Frankenstein ser construído por perto. Existem também relatos de um edifício ainda mais antigo, mas não existem provas cientificas que o possam comprovar.
Em 1292, os Frankensteins abriram o castelo aos condes de Katzenelnbogen (Condado de  Katzenelnbogen) e estabeleceram uma aliança com eles.
Em 1363, o castelo foi dividido em duas partes e passou a pertencer a duas famílias diferentes dos senhores e cavaleiros de Frankenstein. No início do século XV, o castelo foi aumentado e modernizado. Os cavaleiros de Frankenstein tornaram-se novamente independentes dos condes de Katzenelnbogen.
Uma vez que se opunham à reforma e após alguns conflitos territoriais, assim como disputas com o Condado de Hesse-Darmstadt, o facto de serem católicos e o "direito de patronagem" associado, o chefe da família, o Senhor João I, decidiu vender os seus domínios aos condes de Hesse-Darmstadt em 1662, depois de vários processos no tribunal da Câmara Imperial.
O castelo foi utilizado como refúgio e hospital, ficando em ruínas no século XVIII. As duas torres que o tornam tão distinto nos dias de hoje são o resultado de um restauro em meados do século XIX que não respeitou o castelo original.
Na noite do Dia das Bruxas de 1952, John Keel enviou três repórteres da American Forces Network ao Castelo de Frankenstein para o explorar durante uma emissão de rádio em direto. Os repórteres afirmaram que uma lenda local dizia que o monstro de Frankenstein iria regressar ao castelo naquela noite. O repórter Carl Nelsol investigou a cripta do castelo, onde Keel tinha "colocado uma estátua no meio da cripta, e que a tinha manipulado para que movesse e tombasse" para assustar Nelson. Aparentemente, os ouvintes da emissão bombardearam a estação com chamadas e a polícia militar foi chamada ao castelo.

## Lendas e mitos
Odenwald, a cordilheira onde se situa o Castelo de Frankenstein, é uma paisagem de florestas negras e vales estreitos, envolta em mistério e repleta de lendas. Existem vários contos tradicionais e mistos sobre o Castelo de Frankenstein. Nenhum deles foi confirmado como sendo verdadeiro, mas todos influenciaram a cultura e tradições da região.

### O Alquimista Dippel, Mary Shelley e o monstro

Mary Shelley

Em 1673, Johann Conrad Dippel nasceu no castelo e, mais tarde, trabalhou no mesmo local como alquimista profissional. É provável que Dippel tenha influênciado a imaginação de Mary Shelley quando ela escreveu o seu romance "Frankenstein", apesar de não existirem referências ao castelo nos diários dela da época. No entanto, sabe-se que em 1814, antes de escrever o seu famoso romance, Shelley fez uma viagem ao rio Reno. Passou algumas horas na localidade de Gernsheim, que se situa a cerca de 16 quilómetros do castelo. Vários livros biográficos sobre a vida de Mary Shelley afirmam que Dipple pode ter sido uma das suas influências.
Dippel criou um óleo animal conhecido como Óleo de Dippel que, supostamente, era equivalente ao "elixir da vida". Dippel tentou comprar o Castelo de Frankenstein em troca da fórmula do seu elixir, que dizia ter descoberto recentemente, mas a oferta foi recusada. Também existem rumores de que, durante a sua estadia no Castelo de Frankenstein, além de Alquimia, Dippel também realizou experiências de anatomia em cadáveres que tinha exumado. Corriam rumores de que ele próprio desenterrava os corpos e fazia experiências médicas com eles no castelo, e que um clérigo local tinha avisado a sua paróquia de que Dippel tinha criado um monstro que tinha ganho vida com o raio de um trovão. (O uso do trovão para dar vida ao monstro de Frankenstein vem de um filme de 1931 e nunca é referido no romance.) Existem habitantes locais que dizem até aos dias de hoje que esta história aconteceu realmente e que foi contada à madrasta de Shelley pelos irmãos Grimm, os conhecidos etnólogos alemães. No entanto, nenhuma destas afirmações foi comprovada e alguns investigadores locais duvidam que exista qualquer relação entre Mary Shelley e o Castelo de Frankenstein.

### O Cavaleiro Jorge e o Dragão

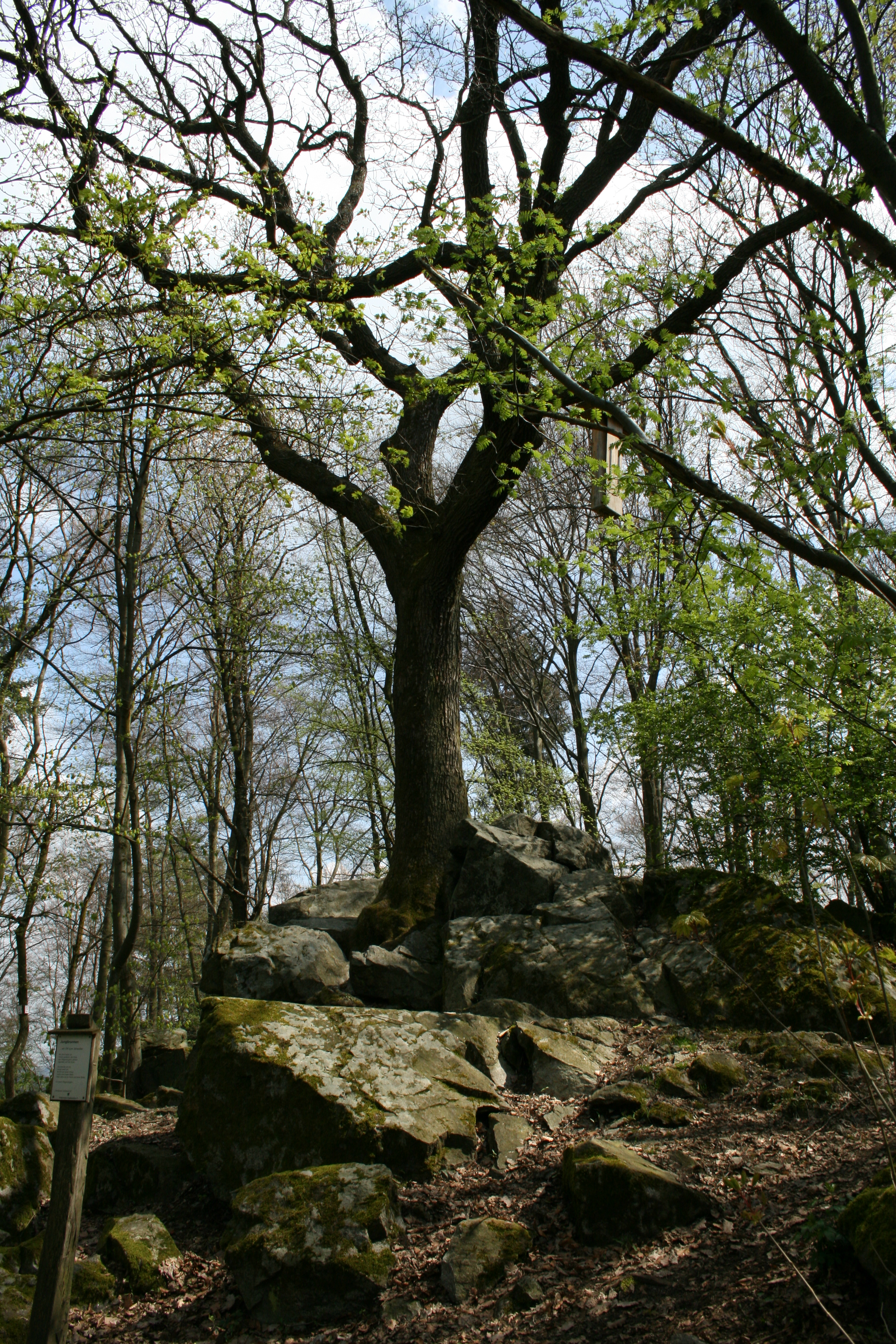
Fonte da juventude no Castelo de Frankenstein.

Uma das lendas mais famosas diz respeito ao Cavaleiro Jorge e a um dragão e foi contada por August Nodnagel (1803-1853). Diz-se que, há muito tempo, vivia um dragão perigoso perto do poço no Castelo Frankenstein. Os camponeses de uma aldeia próxima (Nieder-Beerbach) viviam com medo do poderoso dragão. Diz-se que o dragão aparecia à noite para comer os aldeães e os seus filhos enquanto dormiam. Um dia, um cavaleiro chamado Jorge chegou à aldeia. Os habitantes estavam desesperados e, uma vez que o corajoso cavaleiro lhes deu esperança, contaram-lhe todos os seus problemas e mágoas, e o cavaleiro prometeu ajudá-los.
No dia seguinte, vestiu a sua armadura e foi até ao castelo, entrou no jardim e foi direito até ao poço onde o dragão estava a descansar ao sol. O cavaleiro Jorge baixou do seu cavalo e atacou o dragão. O dragão lutou pela sua vida, cuspiu fogo e vapor. Os dois batalharam durante horas. Finalmente, quando o cavaleiro estavam ambos prestes a cair de exaustão, o cavaleiro conseguiu enfiar a sua espada na barriga do monstro e saiu vitorioso. Mas enquanto o dragão se debatia em agonia, enrolou a sua cauda envenenada em volta do cavaleiro e picou-o. Tanto o cavaleiro Jorge como o dragão cairam. Os aldeães ficaram tão felizes e aliviados por o dragão ter sido finalmente derrotado que quiseram dar ao cavaleiro um funeral digno e honroso. Levaram o seu corpo para a Igreja de Nieder Beerbach, no vale a leste do castelo, e deram-lhe uma sepultura magnífica. Até hoje, ainda é possível prestar homenagem ao cavaleiro Jorge, que matou um dragão no século XIII.

### Fonte da juventude
Escondida por trás do jardins de ervas aromáticas do castelo, encontra-se a fonte da juventude. Reza a lenda que na primeira noite de lua cheia depois da Noite de Santa Valburga, as mulheres velhas das aldeias próximas tinham de enfrentar provas de coragem. A que vencesse a todas, ficaria tão jovem quanto era na noite do seu casamento. Não se sabe se esta tradição ainda existe.

### Febre do ouro
No século XVIII, a caça ao ouro causou tumultos perto do Castelo de Frankenstein. Acredita-se que uma lenda e visões de videntes levaram os habitantes locais a acreditar que existia um tesouro escondido perto do castelo. Em 1763, o caos levou à intervenção de um padre da localidade próxima Nieder-Beerbach que não conseguiu acalmar os ânimos.
Apesar de não terem sido descobertos cofres de ouro, os caçadores de fortunas não desistiram de escavar até que um homem chamado Johann Heinrich Drott foi morto quando a sua cova desabou por cima dele. Foi enterrado como se tivesse cometido suícidio. Em 1770, 1787 e 1788, houve mais tentativas, mas nunca foi encontrado nada de valor. Foi então que as autoridades locais proibiram mais escavações.

### Investigação dos Ghost Hunters
O Castelo de Frankenstein recebeu atenção a nível internacional quando o programa do SyFy Ghost Hunters International dedicou um espisódio inteiro ao castelo em 2008 (Episódio 107) e afirmou que seria exibida "atividade paranormal significativa". Os investigadores encontraram-se com um especialista em Frankenstein que guiou Robb Demarest, Andy Andrews, Brian Harnois e os seus colegas pelo castelo e discutiu as suas lendas e visões paranormais. Depois de discutirem as suas experiências pessoais, a equipa utilizou dispositivos de áudio e vídeo para a sua investigação. Sons captados na capela e na torre entrada pareciam formar palavras e um gravador de ultrassom gravou alguns sinais na capela. Um som gravado foi identificado como uma frase proferida em alemão antigo que significava "O Arbo está aqui", sendo que "Arbo" foi interpretado como sendo "Arbogast", o nome de um cavaleiro do castelo, a anunciar a sua presença e propriedade da terra. Outro som foi interpretado como "venham aqui". A equipa deixou o castelo convencida de que existia algum tipo de atividade paranormal.

### Fenómenos magnéticos perto do castelo
Numa zona remota da floresta, atrás do Castelo Frankenstein, num monte com 417 metros de altura, as bússolas não funcionam corretamente devido às formações de rochas magnéticas. Diz-se que os entusiastas da natureza locais e praticantes de bruxaria fazem rituais nestes locais magnéticos em ocasiões especiais como a Noite de Santa Valburga ou o Solstício de Verão. Qualquer um pode ver as pedras magnéticas, mas não é aconselhável perturbar as atividades de rituais de ninguém. Reza a lenda que o monte é o segundo ponto de encontro de bruxas mais importante na Alemanha depois do Monte Brocken em Harz.

### Contos regionais e mistérios
Perto do Castelo Frankenstein, existe um grande felsenmeer ("mar de rochas"), perto da aldeia de Lautertal que se assume ser uma cena principal da canção Nibelungenlied. Alegadamente, Siegfried, o Caçador de Dragões, estava numa viagem entre a cidade de Worms e Odenwald quando foi assassinado por Hagen de Tronje na Felsenmeer's Siegfriedsquelle ("a Fonte de Siegfrid"). Algumas histórias dizem que a região está ligada a aparições de criaturas lendárias como dragões e fenómenos naturais com poderes mágicos (por exemplo, a fonte que se transformou numa rapoza perto de Niedernhausen). Existem algumas provas de que o próprio nome da região tem uma origem mística: Odenwald significa "a Floresta de Odin".

## Galeria

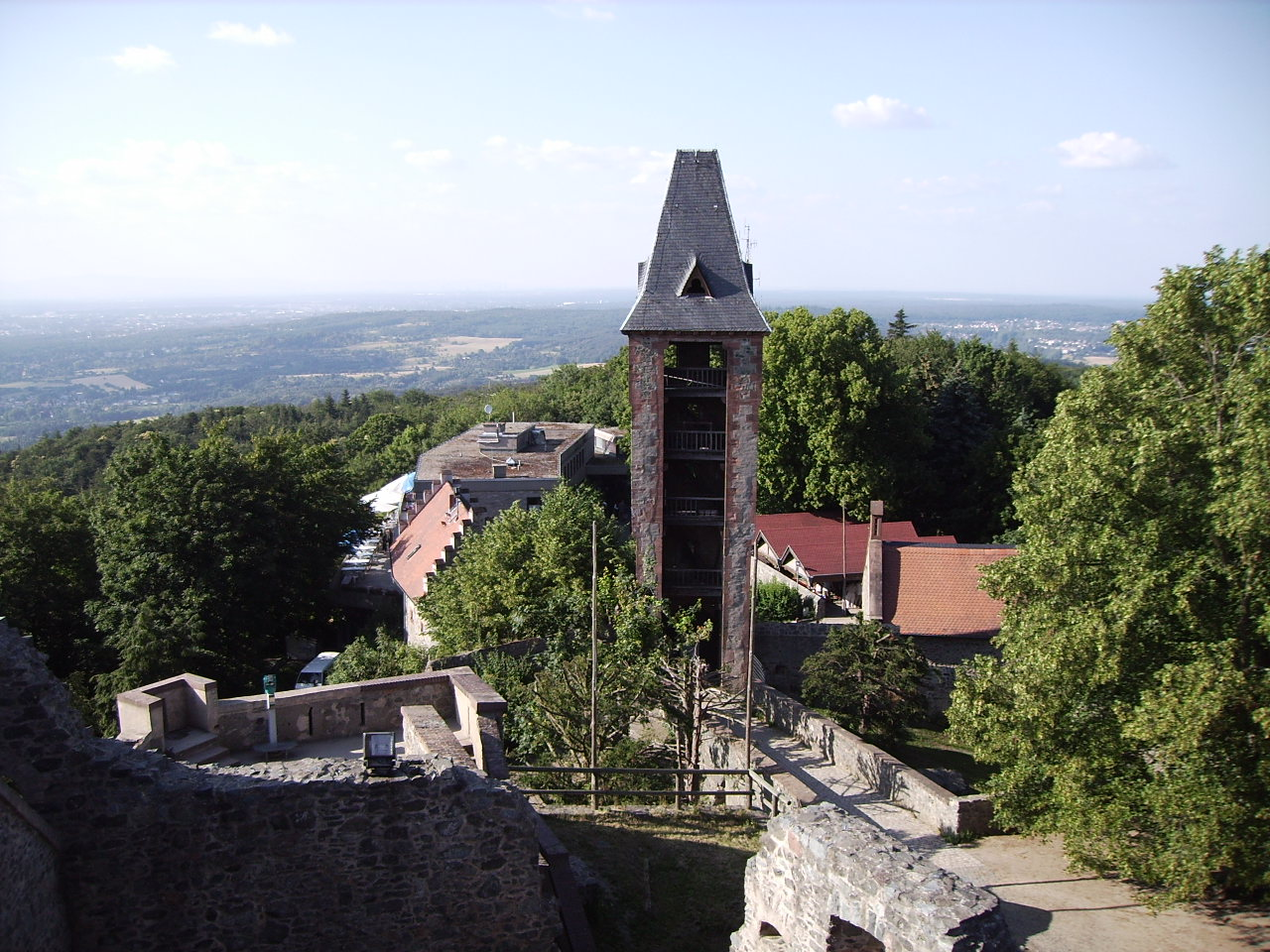
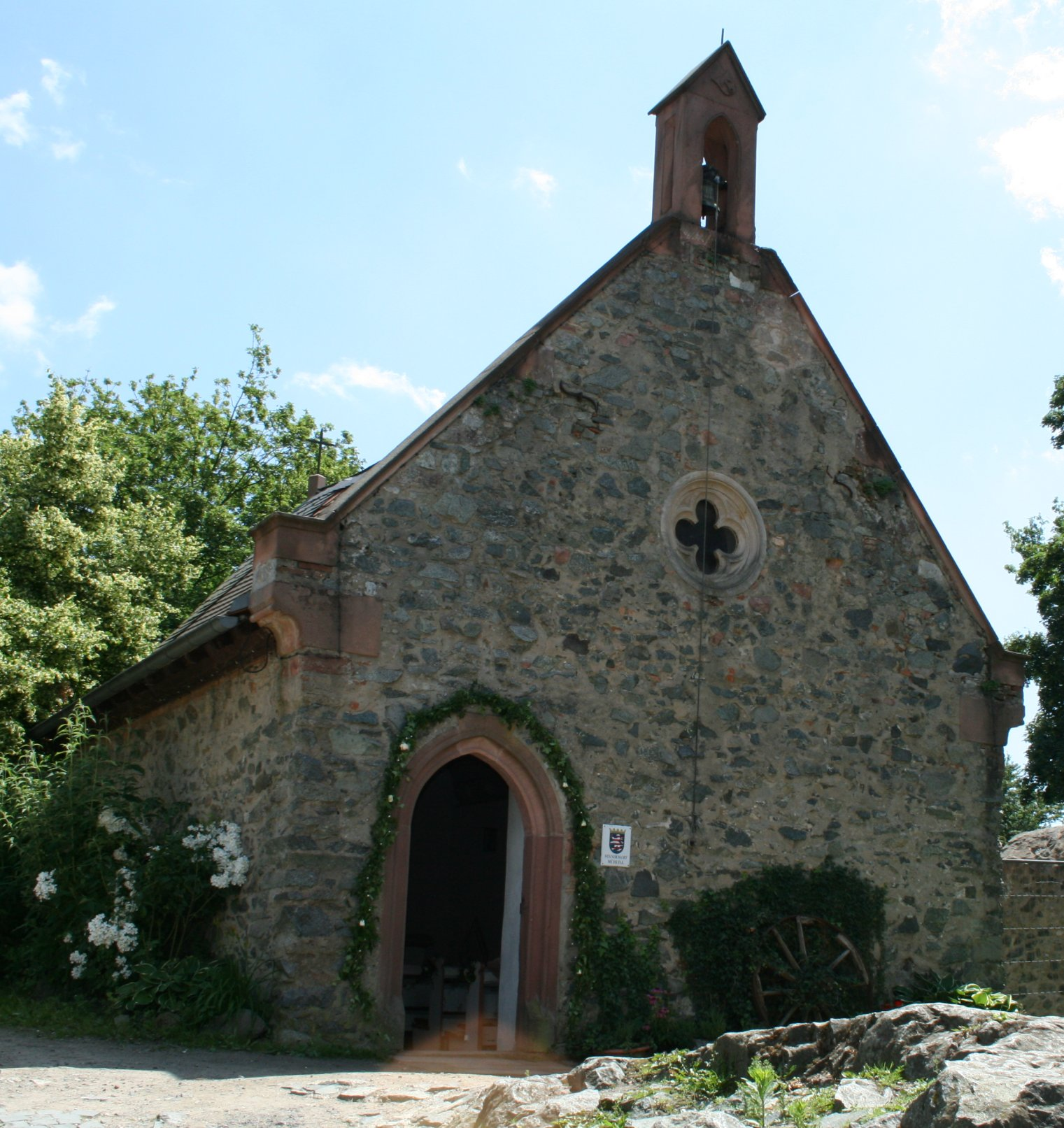
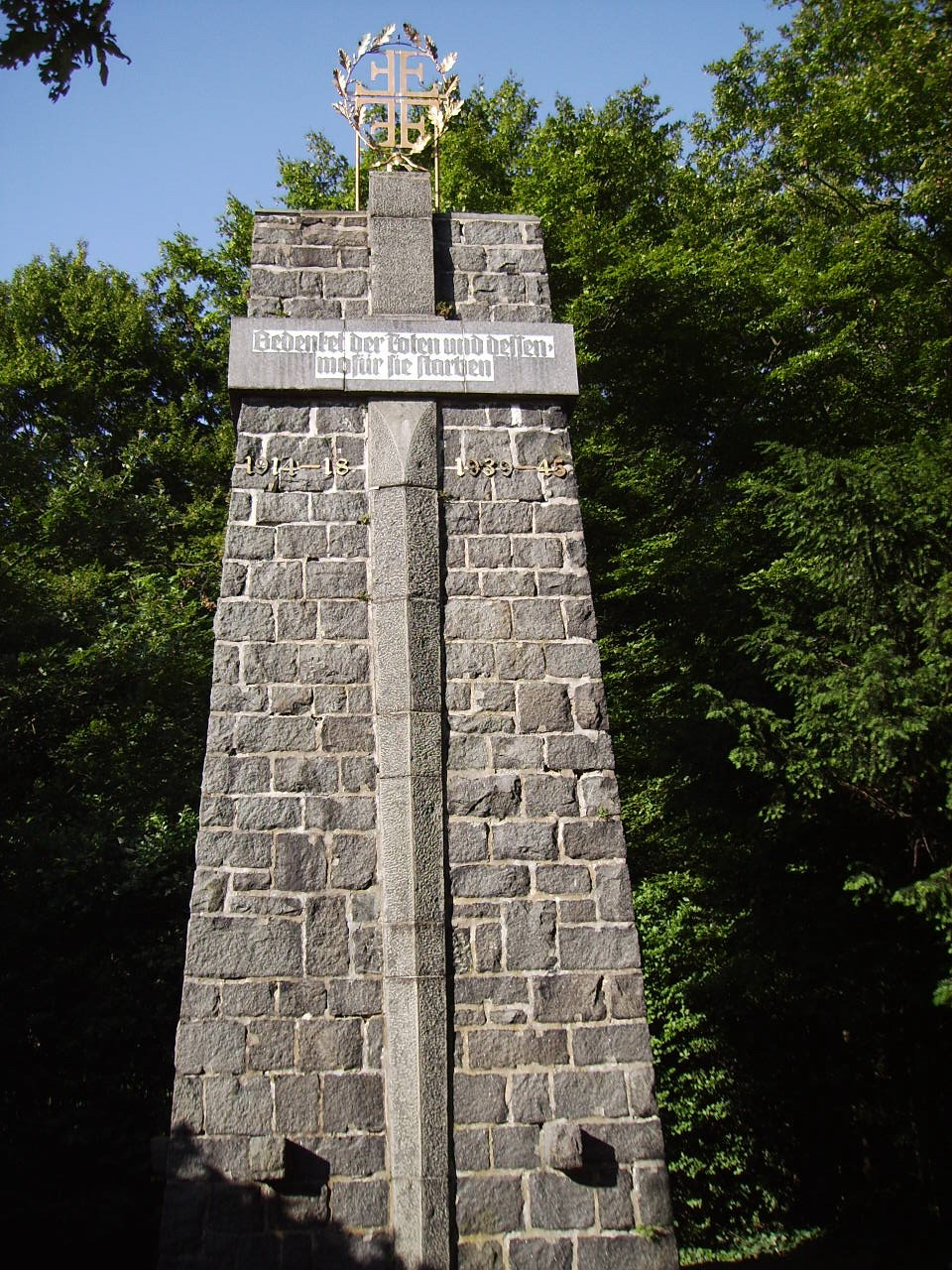
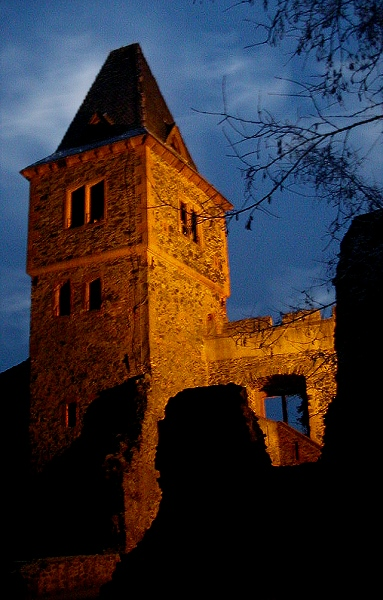
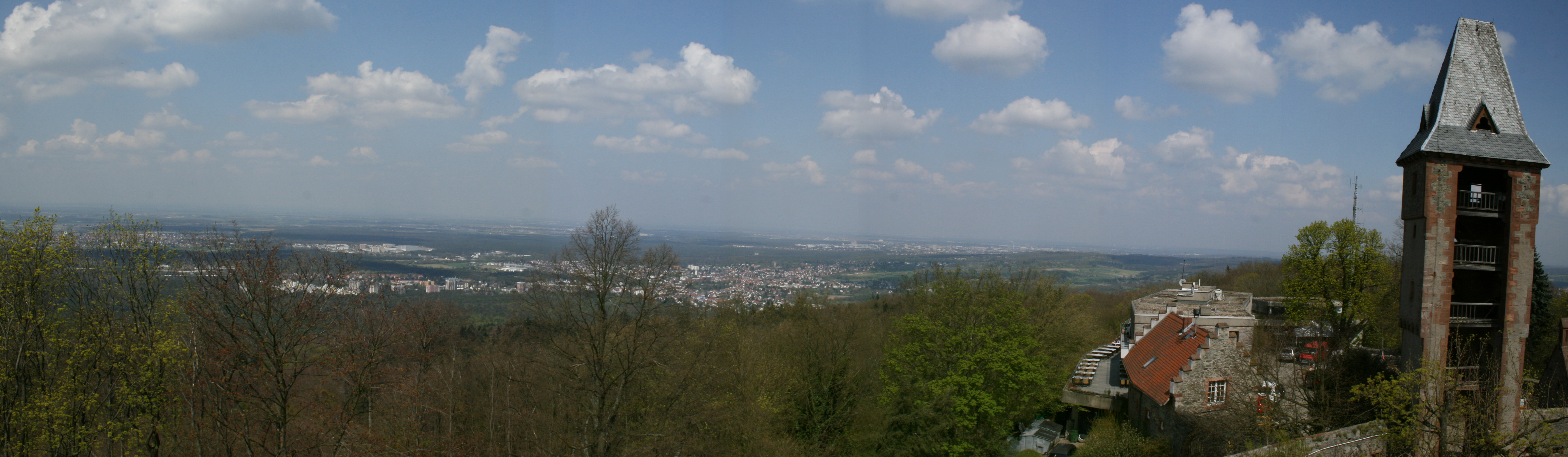